# Agrilus illectus
Agrilus illectus es una especie de insecto del género Agrilus, familia Buprestidae, orden Coleoptera.
Fue descrita científicamente por Fall, 1901.